# Rachel Wilson
Rachel Wilson (Ottawa, 12 mei 1977) is een Canadese actrice.
Wilson werd geboren in Ottawa, Ontario en begon op 12-jarige leeftijd met acteren. Ze speelde onder meer in de films Anywhere But Here en In the Tall Grass. Haar bekendste rollen in televisieseries zijn Tamira Goldstein in de dramaserie Breaker High en Heather in animatieserie Total Drama.

## Filmografie

### Film
| Jaar | Titel                                                   | Rol                   | Opmerkingen |
| ---- | ------------------------------------------------------- | --------------------- | ----------- |
| 1995 | Jungleground                                            | Posie                 |             |
| 1995 | National Lampoon's Senior Trip                          | Susie                 |             |
| 1999 | Austin Powers: The Spy Who Shagged Me                   | Woody Harrelson Fan   |             |
| 1999 | Anywhere But Here                                       | Sylvia                |             |
| 1999 | Mystery, Alaska                                         | Marla Burns           |             |
| 1999 | Soft Toilet Seats                                       | Interface Room Dancer |             |
| 2001 | The Zeros                                               | Fanny                 |             |
| 2001 | The Glass House                                         | Hannah                |             |
| 2003 | Winter Break                                            | Kirsten Benston       |             |
| 2006 | Waitin' to Live                                         | Ellie Cassidy         |             |
| 2006 | Monkey Warfare                                          | Bike Girl             |             |
| 2008 | Hooked on Speedman                                      | Michelle              |             |
| 2009 | Puck Hogs                                               | Caroline              |             |
| 2009 | St. Roz                                                 | Judy Gold             |             |
| 2010 | Saw 3D                                                  | Mother                |             |
| 2011 | Unlucky                                                 | Sarah                 |             |
| 2013 | And Now a Word from Our Sponsor                         | Mary                  |             |
| 2015 | Hellions                                                | Kate Vogel            |             |
| 2015 | Let's Rap                                               | Melanie Schnurr       |             |
| 2016 | The Addition                                            | Cybil                 |             |
| 2016 | First Round Down                                        | Kelly Quinn           |             |
| 2018 | Backstabbing for Beginners                              | Lily                  |             |
| 2018 | State Like Sleep                                        | Jen (stem)            |             |
| 2018 | Robbery                                                 | Margaret              |             |
| 2019 | Samanthology                                            | Meg                   |             |
| 2019 | In the Tall Grass                                       | Natalie Humboldt      |             |
| 2019 | An Assortment of Christmas Tales in No Particular Order | Shelly                |             |

### Televisie
| Jaar      | Titel                                     | Rol                | Opmerkingen |
| --------- | ----------------------------------------- | ------------------ | --- |
| 1991      | Power Pack                                | Tina               | Televisiefilm |
| 1993      | Top Cops                                  |                    | Aflevering "Craig Chew/Denny Joyce/Norman Pressley"                                                                           |
| 1994      | Are You Afraid of the Dark?               | Katie              | Aflevering "The Tale of the Midnight Ride"                                                                                    |
| 1994      | Kung Fu: The Legend Continues             | Tiffy              | Aflevering "Enter the Tiger"                                                                                                  |
| 1995      | Side Effects                              | Allison Lounsbery  | Aflevering "Snap, Crackle, Pop!"                                                                                              |
| 1995      | Lonesome Dove: The Outlaw Years           | Holly              | Aflevering "The Bride" |
| 1996      | A Brother's Promise: The Dan Jansen Story | Stacy              | Televisiefilm |
| 1996      | A Husband, a Wife and a Lover             | Sarah              | Televisiefilm |
| 1997      | Jonovision                                |                    | Aflevering "Jono's Slam Jam"                                                                                                  |
| 1997      | Ready or Not                              | Milan's Girl       | Aflevering "Hello, Goodbye"                                                                                                   |
| 1997-1998 | Breaker High                              | Tamira Goldstein   | 44 afleveringen |
| 1999      | Sagamore                                  | Audrey March       | Televisiefilm |
| 2000      | The Others                                | Tandi              | Aflevering "Souls on Board"                                                                                                   |
| 2000      | Running Mates                             | Heather Gable      | Televisiefilm |
| 2001      | Popular                                   | Flynn Hudson       | Aflevering "It's Greek to Me"                                                                                                 |
| 2001      | Gideon's Crossing                         | Joanne Cooper      | 5 afleveringen |
| 2001      | Charmed                                   | Becca              | Aflevering "Brain Drain" |
| 2002      | Providence                                | Karina             | Aflevering "The Whole Truth"                                                                                                  |
| 2002      | Judging Amy                               | Colleen Wharton    | Aflevering "Come Back Soon"                                                                                                   |
| 2003      | Missing                                   | Karen Owen         | Aflevering "Thin Air" |
| 2004-2005 | Show Me Yours                             | Stella Bradley     | 16 afleveringen |
| 2005      | Sonny by Dawn                             | Nathalie           | Televisiefilm |
| 2005      | Kevin Hill                                | Bethany Phillips   | Aflevering "Man's Best Friend"                                                                                                |
| 2007-2014 | Total Drama                               | Heather (stem)     | 81 afleveringen |
| 2008      | The Two Mr. Kissels                       | Melinda            | Televisiefilm |
| 2009      | My Pal Satan                              | Donna              | 6 afleveringen |
| 2010-2014 | Republic of Doyle                         | Dr. Nikki Renholds | 23 afleveringen Nominatie: Gemini Award for Best Performance by an Actress in a Featured Supporting Role in a Dramatic Series |
| 2011      | Murdoch Mysteries                         | Tess Moffatt       | Aflevering "Dial M for Murdoch"                                                                                               |
| 2011      | The Kennedys                              | Michelle           | Miniserie |
| 2011      | Certain Prey                              | Heather's Mom      | Televisiefilm |
| 2012      | The Firm                                  | Anna               | Aflevering "Chapter Twelve"                                                                                                   |
| 2012      | Baby's First Christmas                    | Jenna              | Televisiefilm |
| 2012      | Comedy Bar                                | Chris O'Donnell    | 2 afleveringen |
| 2013      | Bomb Girls                                | Teresa             | 4 afleveringen |
| 2013      | Rookie Blue                               | Cynthia Thorpe     | Aflevering "Homecoming" |
| 2013      | Her Husband's Betrayal                    | Mrs. Anne Harpton  | Televisiefilm |
| 2013      | Cracked                                   | Michelle Calavano  | Aflevering "Hideaway" |
| 2014      | Working the Engels                        | Lanie Crabtree     | Aflevering "Jenna's Friend"                                                                                                   |
| 2014      | My Daughter Must Live                     | Amelia             | |
| 2014      | The Good Witch's Wonder                   | Audrey             | Televisiefilm |
| 2014      | Covert Affairs                            | Nurse Susan        | 2 afleveringen |
| 2015      | Reign                                     | Lady Yvonne        | Aflevering "Banished" |
| 2015      | Reel East Coast                           | Karen              | Aflevering "#1.1" |
| 2015      | Spun Out                                  | Paula Rice         | Aflevering "When Beckett Met Stephie "                                                                                        |
| 2016      | Saving Hope                               | River Wallace      | Aflevering " Anybody Seen My Baby"                                                                                            |
| 2016      | A Perfect Christmas                       | Lynn Faber         | Televisiefilm |
| 2017      | Schitt's Creek                            | Motel Guest        | Aflevering " Stop Saying Lice!"                                                                                               |
| 2017      | Private Eyes                              | Jacinta Kalfas     | Aflevering " Six Feet Blunder "                                                                                               |
| 2018      | Carter                                    | Angelica Holander  | Aflevering " Pig, Man, Lion"                                                                                                  |
| 2018-2019 | Impulse                                   | Iris               | 7 afleveringen |
| 2019      | Ghostwriter                               | Linda Quinn        | 2 afleveringen |
| 2019      | Best Intentions                           | Tinder Date        | Televisiefilm |
| 2020      | I Do, or Die - A Killer Arrangement       | Morgan             | Televisiefilm |